# Bouchard-Arthrose
Die Bouchard-Arthrose, benannt nach dem französischen Pathologen Charles-Joseph Bouchard, ist eine arthrotische Veränderung der Fingermittelgelenke (proximale Interphalangeal Gelenke – PIP). Eine genetische Ursache wird diskutiert. Die Bouchard-Arthrose ist sehr häufig und findet sich bei älteren Menschen in etwa 18 %. Sie ist aber seltener als die Heberden-Arthrose, die die Fingerendgelenke betrifft.

## Klinik

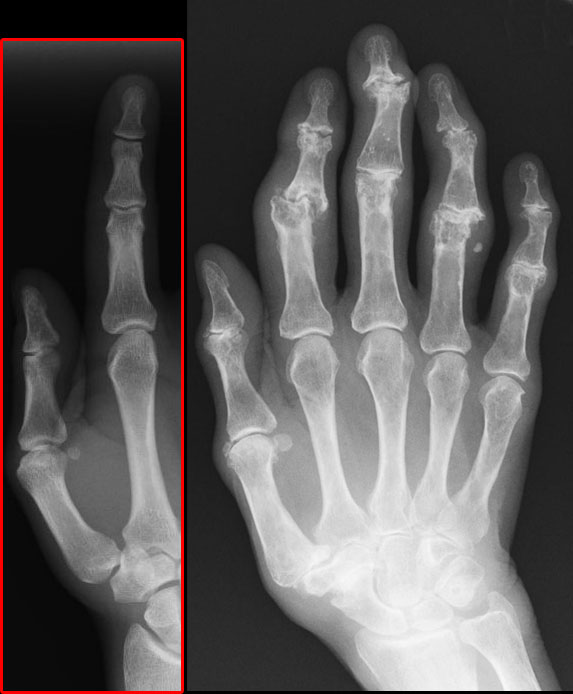
Röntgenbild von Fingergelenkarthrosen (den Befall von Endgelenken bezeichnet man als Heberden-Arthrose, den Befall von Mittelgelenken als Bouchard-Arthrose). Links im roten Kasten ein unauffälliges Bild.

Der Lokalbefund ist dem der Heberden-Arthrose vergleichbar mit spindelförmiger Schwellung und Bewegungseinschränkung. Hinzu können Achsenabweichungen, Schmerzen, Instabilität und Knötchenbildung kommen. Radiologisch lassen sich Gelenkspaltverschmälerung, Achsenfehlstellungen und eventuell Osteophyten finden. Im Regelfall sind mehrere Fingermittelgelenke betroffen.

## Differentialdiagnose
Bei der rheumatoiden Arthritis sind die Fingermittelgelenke ebenfalls häufig betroffen, aber meist zusammen mit den Grundgelenken, und die Endgelenke in der Regel ausgespart. Klinisch und radiologisch unterscheiden sich die Formen deutlich. Auch bei der Psoriasisarthritis können die Mittelgelenke entzündet sein, es findet sich dann oftmals eine strahlförmige Beteiligung aller drei Gelenke eines Fingers.

## Behandlung
In den seltensten Fällen ist eine Behandlung notwendig, da nur wenige Fingermittelgelenk-Arthrosen schmerzhaft oder instabil werden. In der Regel genügt dann der Einsatz kleiner Schienen oder eines Tapeverbandes, selten kann eine Cortisoninjektion in das Gelenk (intraartikulär) sinnvoll sein.

## Operative Therapie
Ein chirurgischer Eingriff ist nur sehr selten bei anhaltenden Schmerzen und Instabilität notwendig. Neben einer Neurektomie zur Denervierung besteht die Möglichkeit einer Arthrodese, die am Zeige- und Mittelfinger gute Ergebnisse bringt und wegen der Versteifung in Streckstellung wenig behindert und eine gute Greiffunktion bewahrt, während die bei einer Versteifung notwendige Beugestellung an Ring- und Kleinfinger deutlich störender und behindernder wirkt.

### Endoprothesen
Für die Fingermittelgelenke existieren auch verschiedene Endoprothesen, die bereits erstmals 1940 beschrieben wurden. Die 1969 von Swanson vorgestellten biegsamen Silastik-Gelenke konkurrieren inzwischen mit gekoppelten Scharniergelenken und mit anatomischen Oberflächenersatzprothesen (ab 1979). Neuere Modelle sind zementfrei in press-fit-Technik und bestehen aus Pyrocarbon, meist sind sie halb-geführt. Allen Prothesen gemeinsam ist das Problem der unzureichenden seitlichen Stabilisierung und der Prothesenlockerung. Zudem kann es in erhöhtem Maße zu heterotopen Ossifikationen und Implantat-Brüchen kommen, auch verbessert sich das Bewegungsausmaß nicht wesentlich und viele Gelenke werden steif. Durch die Endoprothesen verbessert sich jedoch meist die Greiffunktion, die Schmerzen sind geringer. Aber in bis zu 27,5 % treten postoperative Komplikationen auf, und in bis zu 12,5 % kommt es zu einer frühzeitigen Lockerung der Prothese – Langzeitstudien fehlen allerdings. Diese Endoprothesen werden insgesamt selten verwendet und sind in der Regel handchirurgischen Spezialisten vorbehalten, zumal wenige wissenschaftliche Nachuntersuchungen existieren, wenig über die Langzeitfolgen bekannt ist, und keine Datensammlungen in den Endoprothesenregistern vorliegen. Zudem fehlen Studien, die die Langzeit-Ergebnisse mit denen der Arthrodese vergleichen. Für 2014 wurden die Kosten für eine Silastic-Prothese mit 272 € und für einen halb-geführten Zwei-Komponenten-Oberflächenersatz mit 1239 € für reine Materialkosten angegeben, wobei sich Operationsdauer und Nachbehandlungszeiten und -kosten nicht unterscheiden.